# 黑帶帶天竺鯛
黑帶帶天竺鯛（學名：Taeniamia zosterophora），為輻鰭魚綱鈎頭魚目天竺鯛科帶天竺鯛屬下的一個種，分布於西太平洋區，從印尼到萬那度, 北至琉球群島, 南至澳洲海域，深度1至40公尺，本魚體延長，長橢圓形，體稍側扁，頭大、眼大、口大且斜裂，頜齒細小，鋤骨和腭骨通常具齒，舌上無齒，前鰓蓋骨邊緣呈鋸齒狀，體被弱櫛鱗，鰓旁邊有兩條狹窄的垂直紅色條紋，尾柄部有一個明顯的小黑點，背鰭2個，尾鰭叉形，背鰭硬棘7枚、背鰭軟條9枚、臀鰭硬棘2枚、臀鰭軟條14-16枚，體長可達8公分，棲息有枝狀珊瑚生長的潟湖和珊瑚礁，成群活動，夜間活動，屬肉食性，繁殖期時，雄魚具有口孵習性，卵約7日化成仔魚，由雄魚吐出，具短暫的仔魚飄浮期，生活習性不明。